# Andrés Hurtado de Mendoza
Andrés Hurtado de Mendoza, marquis de Cañete (Cuenca, v.1510-Lima, 14 septembre 1560) est un militaire et homme politique espagnol, vice-roi du Pérou de 1556 à 1560.

## Biographie
Membre de la Maison de Mendoza (en), il se distingue dans les campagnes d'Allemagne et de Flandres où il accompagne Charles Quint.
Le 10 mars 1555, il est nommé vice-roi, gouverneur, capitaine-général du Pérou et président du tribunal de Lima par Philippe II. Arrivé au Pérou le 24 mars 1556, il est reçu à la cité des rois de Lima le 29 juin.
Dès son arrivée au Pérou, il se consacre énergiquement à pacifier et à gérer le pays récemment secoué par la révolte de Francisco Hernández Girón. Il organise une expédition de pacification avec pour mission de désamorcer l'hostilité des Indiens Araucans et de régler le différend entre Francisco de Aguirre et Francisco de Villagra.
Il est aussi à l'origine de nombreuses expéditions d'exploration de l'Amazonie et du bassin de la Plata comme celle de Pedro de Ursúa, de Juan de Salinas y Loyola (es) ou encore de Lope de Aguirre. 

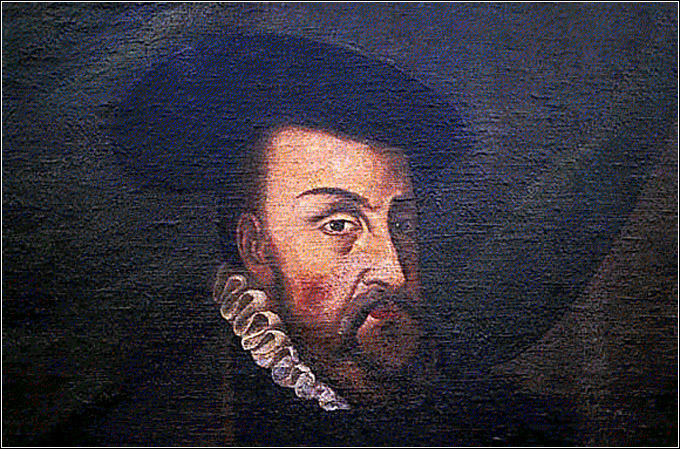
Andrés Hurtado de Mendoza

On lui doit la fondation sous son patronage de nombreuses villes du Pérou comme Santa, San Vicente de Cañete, Camaná, Santa María de Nieva, Baeza etc.
Le 5 janvier 1558, il reçoit Sayri Tupac au Palais du Gouvernement du Pérou. Il a ensuite émis une série d'ordonnances pour les indiens du Pérou, réglementant l'ensemencement, la culture et le commerce de la cocaïne et interdisant l'ivresse en imposant une série de châtiments corporels. Il a également favorisé le travail d'évangélisation du clergé.
Disgracié pour son excessive sévérité, d'après ses détracteurs, il meurt à Lima le 14 septembre 1560.